# Enrique Santos
Enrique Santos (Mexico-Stad, 1930) is een Mexicaans componist, dirigent en muziekpedagoog.

## Levensloop
Santos studeerde aan het Conservatorio Nacional de Música in Mexico-Stad onder andere compositie bij Rodolfo Halffter en piano bij Dolores Morales en Joaquin Amparán. Later was hij professor aan het Centro de Investigación y Estudios Musicales (CIEM) in Mexico-Stad.
Als componist schreef hij voor verschillende genres.

### Werken voor orkest
- Concierto, voor cello en orkest
- Concierto, voor hobo en strijkers

### Werken voor harmonieorkest
- Concierto, voor klavecimbel en harmonieorkest
- Concierto, voor gitaar en harmonieorkest
- Pieza de Concierto, voor gitaar en harmonieorkest

### Kamermuziek
- Sonata, voor hobo en piano
- Trío nº 2, voor strijkers